# Kunín (przystanek kolejowy)
Kunín – przystanek kolejowy w Kunínie, w kraju morawsko-śląskim, w Czechach. Znajduje się na wysokości 250 m n.p.m. Obecnie jest wyłączony z ruchu pasażerskiego.
Jest zarządzany przez Správę železnic. Na przystanku nie ma możliwości zakupu biletów, a obsługa podróżnych odbywa się w pociągu.

## Linie kolejowe
- 278 Suchdol nad Odrou - Nový Jičín město